# Chainsaw Man - The Movie: Reze Arc
Chainsaw Man – The Movie: Reze Arc (劇場版 チェンソーマン レゼ篇 Gekijō-ban Chensō Man Reze-hen?), cunoscut și doar ca Chainsaw Man: Reze Arc, este un viitor film anime de acțiune și fantezie întunecată care adaptează seria Reze, cunoscută și ca seria Boom Girl, al popularului manga Chainsaw Man⁠(d).
Filmul este o continuare a primului sezon al serialului anime⁠(d). Acesta este produs de studioul MAPPA și regizat de Tatsuya Yoshihara cu scenariul realizat de Hiroshi Seko.
Chainsaw Man – The Movie: Reze Arc este programat să fie lansat în cinematografele nipone pe 19 septembrie 2025 de Tōhō, iar în România pe 31 octombrie 2025, distribuit direct de Sony Pictures Entertainment prin InterComFilm Entertainment, nu de Crunchyroll, deținut de Sony, spre deosebire de alte filme anime.

## Rezumat
Denji este acum „Chainsaw Man”, un băiat cu un suflet hain, și face parte din vânătorii de demoni ai Diviziei Speciale 4. După o întâlnire cu Makima, femeia visurilor sale, Denji se adăpostește de ploaie. Așa o întâlnește pe Reze, o fată care lucrează la o cafenea.

## Distribuție
| Personaje                                            | Voce            |
| ---------------------------------------------------- | --------------- |
| Denji (デンジ?)                                      | Kikunosuke Toya |
| Reze (レゼ?)                                         | Reina Ueda      |
| Power (パワー Pawā?)                                 | Fairouz Ai      |
| Makima (マキマ?)                                     | Tomori Kusunoki |
| Aki Hayakawa (早川アキ Hayakawa Aki?)                | Shogo Sakata    |
| Pochita (ポチタ?)                                    | Shiori Izawa    |
| Kobeni Higashiyama (東山 コベニ Higashiyama Kobeni?) | Karin Takahashi |
| Angel Devil (天使の悪魔 Tenshi no Akuma?)            | Maaya Uchida    |
| Beam (ビーム Bīmu?)                                  | Natsuki Hanae   |
| Violence Fiend (暴力の魔人 Bōryoku no Majin?)        | Yūya Uchida     |

## Producție
Pe 17 decembrie 2023, la evenimentul Jump Festa '24, filmul a fost oficial anunțat. Pe 22 decembrie 2024, la Jump Festa '25, filmul a fost reanunțat, acum și cu o premieră cinematografică în 2025, distribuit de Tōhō în Japonia.
Personalul anime-ului se întoarce, în timp ce regizorul va fi Tatsuya Yoshihara, în locul lui Makoto Kimura.

## Coloană sonoră
Kensuke Ushio revine din seria anime pentru a compune muzica filmului. Kenshi Yonezu a interpretat melodia tematică a filmului, „Iris Out”. Yonezu revine în franciză după ce anterior a oferit melodia tematică din introducere al primului sezon „Kick Back”.